# Pan Pacific Open 2012
Toray Pan Pacific Open 2012 er en professionel tennisturnering for kvinder, der blev spillet udendørs på Hardcourt. Det var den 39. udgave af turneringen, som er en del af WTA Tour 2012. Turneringen blev afviklet i Tokyo, Japan fra den 23. september til 29. september, 2012.

## Finaler

### Single
- Nadia Petrova –  Agnieszka Radwańska 6–0, 1–6, 6–3

### Double
- Raquel Kops-Jones /  Abigail Spears –  Anna-Lena Grönefeld /  Květa Peschke 6-1, 6-4